# 御友公喜
御友 公喜（みとも こうき、1950年8月16日 - ）は、日本の男性俳優、声優。愛知県出身。劇団昴所属。

## 来歴
日本大学芸術学部卒業。

## 人物
方言は名古屋弁。

## 出演作品

### テレビドラマ
- ドラマ・人間 名古屋・女子大生誘拐殺人事件（1981年）
- 陽あたり良好!（1982年）
- 君は海を見たか（1982年）
- 熱帯夜（1983年）
- 月曜ワイド劇場 義母と小姑（1983年）
- 太陽にほえろ!（1985年）
- 誇りの報酬 第3話「賭けをするなら命がけ（1985年、城南署刑事）
- ザ・ハングマンV（1986年）
- あしたへジャンプ（1986年）
- 女ふたり捜査官（1986年）
- 土曜ワイド劇場 西村京太郎トラベルミステリー
  - L特急「雷鳥九号」殺人事件（1987年）
  - オホーツク殺人ルート さい果てツアーの謎!（1990年）
  - 山陽・東海道殺人ルート（1990年）
  - 上信越、湯煙り殺人ルート（1992年）
  - 寝台特急「北斗星」殺人事件（1996年）
- 金曜女のドラマスペシャル 北陸L特急 殺しの双曲線（1987年）
- 仮面ライダーBLACK 第38話「謎!? EP党少年隊」（1988年）
- 土曜ドラマスペシャル 嫉妬のウェディング・ドレス（1988年）
- はぐれ刑事純情派（1989年）
- さすらい刑事旅情編（1991年）
- 水曜グランドロマン 東京恋物語 駒沢公園の女（1991年）
- 海風をつかまえて（1991年）
- 大人は判ってくれない（1992年）
- 金曜ドラマシアター 今、ときめいて白きランナー（1992年）
- 月曜ドラマスペシャル 真夏のサンタクロース（1992年）
- 密会の宿（1993年）
- はやぶさ新八御用帳（1993年）
- 土曜ワイド劇場 オムニバススペシャル 殺意を抱く女たち（1995年）
- 火曜サスペンス劇場
  - 尽くす女（1996年）
  - アリバイの穴（1997年）
  - 妻たちの戦争（2000年）
- 徳川慶喜（1998年） - 酒井忠績 役
- 虹色定期便（2002年） - 市川誠 役
- 身辺警護12（2003年）
- 夏樹静子サスペンス Cの悲劇（2003年）
- 霊感バスガイド事件簿（2004年）
- 水曜ミステリー9 「落としの鬼 刑事 澤千夏 第1作」（2012年） - 森山達二 役
- 銭女（2014年）
- 相棒 Season13（2014年） - 小久保茂雄 役

### テレビ番組
- 美の巨人たち

### 映画
- 裁判員〜選ばれ、そして見えてきたもの〜（2007年）

### テレビアニメ
- まんが日本絵巻（1978年、兵士）
- GTO（1999年、板垣、水島、秘書）
- 金田一少年の事件簿（2000年、藍沢剛）
- クラスターエッジ（2005年、軍学校教官）
- やっとかめ探偵団（2007年、菅沼刑事）
- クレヨンしんちゃん（2012年、父親）
- 名探偵コナン（2012年 - 2017年、椎名正繁、清閑寺達郎、ミスター・アイズ、中津恭吾）

### ゲーム
- シェンムーII（1999年）

### 吹き替え

#### 担当俳優
マイケル・ダグラス
- マーベル・シネマティック・ユニバース（ハンク・ピム博士）
  - アントマン
  - アントマン&ワスプ
  - アベンジャーズ/エンドゲーム
  - ホワット・イフ...?
  - アントマン&ワスプ:クアントマニア

- 緑のたまごとハム 〜サムとガイの大冒険〜（ガイ）

#### 映画
- アイス・ストーム
- アメリア 永遠の翼
- アメリカン クリスマス・キャロル
- アルマゲドン（キムジー将軍〈キース・デイヴィッド〉）※ソフト版
- インサイダー（エリック・クラスター〈スティーヴン・トボロウスキー〉）
- おみおくりの作法（ジョン・メイ〈エディ・マーサン〉）
- ザ・バンク 堕ちた巨像
- 死霊の門（レイモント〈ロイ・シャイダー〉）
- 007 リビング・デイライツ（フィヨードル大佐）※テレビ朝日版
- 戦争と平和 ※ソフト版
- 007 ワールド・イズ・ノット・イナフ（ビル・タナー〈マイケル・キッチン〉）※ソフト版
- D.N.A.V
- トランスフォーマー/リベンジ（セオドア・ギャロウェイ〈ジョン・ベンジャミン・ヒッキー〉）
- バットマンシリーズ（アルフレッド・ペニーワース〈マイケル・ガフ〉）※テレビ朝日版のWOWOW追加収録部分
  - バットマン
  - バットマン リターンズ
  - バットマン フォーエヴァー
  - バットマン & ロビン Mr.フリーズの逆襲
- ファイト・バック・トゥ・スクール2（ピーター）
- ブロークン・アロー ※日本テレビ版
- 未知との遭遇（クレイグ）
- 耳に残るは君の歌声（役人）
- ワンダーウーマン（ダーネル大佐〈ステファン・ロードリ〉[9]）

#### ドラマ
- アガサ・クリスティー ミス・マープル 終りなき夜に生れつく
- ER緊急救命室
  - シーズン6 #4（スティーブンス〈ジャック・ステーリン〉）、#18（シャイン〈ランディ・ローウェル〉）
  - シーズン7 #16（グラハム〈ヴィンセント・エンジェル〉）
  - シーズン8 #11（ヘイゼルトン〈スコット・ブライス〉）
  - シーズン9 #18（ビル）
  - シーズン12 #5（シュランスキー〈ジョン・ショート〉）
- ブルーブラッド 〜NYPD家族の絆〜
- 名探偵モンク
- メンタリスト

### CM
- 旭化成 ヘーベルハウス
- アサヒフードアンドヘルスケア
- 朝日新聞
- 味の素
  - 家飲み「Cook Do」アテのグルメ
  - 冷凍食品「五目炒飯」「一心不乱」篇
- アリコ
- アリナミン製薬 「目の疲れに聞くんだ 篇」
- イトーヨーカドー 北海道フェア
- NTTテレジョーズ
- NTT つなぐ。未来と。篇
- NTTドコモ
- 学研「マナブ君」
- クロネコヤマト
- 再春館製薬 ドモホルンリンクル
- サントリー
  - 黒酢にんにく
  - まるで梅酒なノンアルコール
- 新ANAカード
- すき家「チャプチェ丼」
- 鈴廣かまぼこ
- スタッフサービス
- 住友信託銀行
- TSUTAYA
- デジキューブ
- トヨタ スターレット
- パスコ 超熟
- ビルディンググループ
- ベーリンガーインゲルハイムWeb
- ホーユー
- マクドナルド
- 三井リハウス
- メットライフ
- リコージャパン

### VP
- NTTドコモ らくらくスマホme
- NTT東日本 オフィスまるごとサポート
- オークローンマーケティング「トゥルースリーパー」
- 経済産業省
- 第一三共イメージ動画・スチール
- 中小企業基盤整備機構web動画
- フォーラムエンジニアリングweb・店頭
- 法務省

### 舞台
1976年
- カリギュラ（老貴族）
- タイタス・アンドロニカス（パプリアス）

1977年
- じゃじゃ馬ならし（領主の召使、フィリップ）

1991年
- 無法松の一生

1992年
- 玉菊ものがたり
- 風流深川唄

1993年
- 萩の乱れ
- 八人の犬士たち

1994年
- オイディプス王（使者2）

1995年
- リチャード三世
- 火垂るの墓

1997年
- 化粧

1999年
- 舞いの家
- なにわ看護婦物語

2001年
- 渥美清子の青春
- KAZUKI〜ここが私の地球
- 花も枯葉も踏み越えて（2001年 - 2004年）
- 牡丹燈籠狂騒曲（二葉亭四迷）
- 大地の華（2001年 - 2003年）

2002年
- ゆうれい貸屋（庄左衛門）
- 水のおもて

2003年
- 花のお遍路さん

2004年
- 七夕名作喜劇まつり

2005年
- 夫婦善哉
- 清く!?正しく!?美しく!?
- もうひとつのグランドゼロ
- 二・二六事件の目撃者（2005年 - 2009年）

2006年
- 滝沢演舞城
- 船頭小唄

2007年
- 桂春団治（2007年 - 2009年）

2009年
- 終戦・真夏の長い夜

2014年
- 紺屋恋の道中みやげ・はなのお六
- 笑う門には福来たる

2019年
- 君恋し〜ハナの咲かなかった男〜（柿沼幸一）